# جیوت (ایلینوی)
جیوت (به انگلیسی: Jewett) یک روستا در ایالات متحده آمریکا است که در ایلینوی واقع شده‌ است. جیوت ۲٫۶۰ کیلومتر مربع مساحت و ۲۲۳ نفر جمعیت دارد.